# Lysipomia aretioides
Lysipomia aretioides är en klockväxtart som beskrevs av Carl Sigismund Kunth. Lysipomia aretioides ingår i släktet Lysipomia och familjen klockväxter. IUCN kategoriserar arten globalt som starkt hotad. Inga underarter finns listade i Catalogue of Life.